# USM International 2016
Die USM International 2016 als offene internationale Meisterschaften von Indonesien im Badminton fanden vom 1. bis zum 6. November 2016 in Semarang statt.

## Sieger und Platzierte
| Disziplin    | Gold                                         | Silber                                   | Bronze                                   |
| ------------ | -------------------------------------------- | ---------------------------------------- | ---------------------------------------- |
| Herreneinzel | Shesar Hiren Rhustavito                      | Suppanyu Avihingsanon                    | Reksy Aureza Megananda                   |
| Herreneinzel | Shesar Hiren Rhustavito                      | Suppanyu Avihingsanon                    | Krishna Adi Nugraha                      |
| Dameneinzel  | Fitriani                                     | Hana Ramadhini                           | Dinar Dyah Ayustine                      |
| Dameneinzel  | Fitriani                                     | Hana Ramadhini                           | Sonia Cheah Su Ya                        |
| Herrendoppel | Chooi Kah Ming Low Juan Shen                 | Lee Jian Yi Lim Zhen Ting                | Liao Kuan-hao Lu Chia-bin                |
| Herrendoppel | Chooi Kah Ming Low Juan Shen                 | Lee Jian Yi Lim Zhen Ting                | Trawut Potieng Nanthakarn Yordphaisong   |
| Damendoppel  | Lim Yin Loo Yap Cheng Wen                    | Nisak Puji Lestari Merisa Cindy Sahputri | Putri Sari Dewi Citra Jin Yujia          |
| Damendoppel  | Lim Yin Loo Yap Cheng Wen                    | Nisak Puji Lestari Merisa Cindy Sahputri | Febriana Dwipuji Kusuma Ribka Sugiarto   |
| Mixed        | Yantoni Edy Saputra Marsheilla Gischa Islami | Irfan Fadhilah Weni Anggraini            | Lukhi Apri Nugroho Ririn Amelia          |
| Mixed        | Yantoni Edy Saputra Marsheilla Gischa Islami | Irfan Fadhilah Weni Anggraini            | Rian Swastedian Brigita Marcelia Rumambi |